# Бакстер Стокман
Доктор Бакстер Стокман (англ. Dr. Baxter Stockman) — персонаж франшизы «Черепашки-ниндзя», представляющий собой безумного учёного. Наиболее известен как создатель маузеров, цель которых заключается в уничтожении канализационных крыс, а также один из главных врагов четырёх мутировавших черепах. Стокман был создан Кевином Истменом и Питером Лэрдом, дебютировав в Teenage Mutant Ninja Turtles #2 (Октябрь 1984).
С момента его первого появления в комиксах персонаж был адаптирован в мультсериалах, фильмах и видеоиграх.

## Биография

### Mirage и Image
В первом томе серии комиксов Mirage доктор Бакстер Стокман был учёным-социопатом, который разработал высокотехнологичных маузеров при поддержке своей ассистентки Эйприл О’Нил. В это же время по всему Нью-Йорку происходила серия странных ограблений, на месте которых власти обнаруживали выкопанные тунелли. Когда Эйприл заподозрила в этих преступлениях доктора Стокмана, тот отвёл её на фабрику, где изготавливались сотни маузеров. Стокман рассказал, что использовал их совместные изобретения не с целью добычи денежных средств, поскольку он был способен сколотить состояние с помощью маузеров на законных основаниях. Настоящая же причина заключалась в жажде веселья. Эйприл попыталась сбежать с помощью лифта, однако учёный отправил лифт на уровень канализации. Вслед за ней он отправил отряд маузеров, но девушку спасли находящиеся поблизости Черепашки-ниндзя. Затем четверо мутантов успешно проникли в лабораторию Стокмана, чтобы остановить его, в результате чего тот был взят под стражу. Во втором томе комиксов Стокман выступил в качестве главного антагониста, поместившего свой мозг в тело робота, что сделало его киборгом. Стокман пытался отомстить черепахам, однако его новое тело было уничтожено электрическим током, после воздействия которого на месте учёного остались лишь его очки.
В четвёртом томе комиксов выяснилось, что Донателло годами скрывал остатки тела и разума киборга Стокмана от своих братьев. Также было выявлено, что во время событий второго тома Стокман ввёл в плечо Эйприл наноботов. В дальнейшем активированные наноботы едва не уничтожили тело девушки, однако Донателло и остальным черепахам в конечном итоге удалось найти способ остановить их без содействия учёного. Незадолго до этого Донателло, осознав, что Бакстер Стокман так и остался злым человеком, уничтожил его остатки, напоследок пожелав тому гнить в аду. 

### Archie Comics
Бакстер Стокман периодически появлялся в комиксах издательства Archie, первые выпуски которых являлись адаптацией 1 и четверти 2 сезонов мультсериала 1987 года. В результате Бакстер так и не стал мухой и исчез в более поздних выпусках.

### Dreamwave Comics
В комиксах издательства Dreamwave, представляющих собой пересказ первых серий мультсериала 2003 года, раскрывается предыстория Бакстер Стокмана, которая натолкнула его на становление преступником.

### IDW Comics
В комиксах о Черепашках-ниндзя от издательства IDW Бакстер Стокман был представлен как преуспевающий учёный-карьерист и опытный бизнесмен, возглавляющий компанию StockGen. В какой-то момент Стокман стал мэром Нью-Йорка. Несколько раз он объединялся с Черепашками-ниндзя и Эйприл О’Нил, чтобы остановить с Шреддером и Крэнгом, а также Трицератонов. Стокман был убит Фуджитоидом во время событий The Last Ronin.

## Телевидение

### Мультсериал 1987 года
Пэт Фрейли озвучил Бакстер Стокмана / Муху в мультсериале «Черепашки-ниндзя» 1987 года. В отличие от других медиа, где персонаж изображается афроамериканцем, здесь Стокман представлен как белый мужчина с густыми светлыми волосами. После неудачной попытки продать своих маузеров компании Ajax Pest Control, Стокман был найден Шреддером, который предложил ему работу. Он намеревался уничтожить Сплинтера с помощью маузеров, основное предназначение которых заключалось в истреблении грызунов. Тем не менее, все образцы Стокмана были уничтожены учениками Сплинтера, Черепашками-ниндзя, а сам учёный был взят под стражу. В дальнейшем, Шреддер освободил его из тюрьмы, и Бакстер стал работать на него на протяжении первых эпизодов 2 сезона. После сбора осколков «Глаза Сарната», Бакстер получил неограниченную силу и даже восстал против своего хозяина, однако, в конечном итоге был остановлен черепахами и Шреддером. В эпизоде «Муха», после очередного провала учёного, Шреддер посчитал, что тот ему больше не нужен и решил заменить его на Рокстеди и Бибопа. Таким образом, он очутился в Измерении Икс, где, не представляя какой-либо ценности для Крэнга, был помещён в дезинтегратор. Тем не менее, в камеру, где находился Стокман залетела муха и, подобно главному герою фильма Муха» 1986 года, Бакстер мутировал в антропоморфную муху. С этого момента он стал врагом как Черепашек-ниндзя, так и Шреддера, обвинив всех вместе взятых в своей судьбе.
Ко всему прочему, в этом мультсериале у Стокмана был брат-близнец по имени Барни Стокман, который выглядел и говорил тем же голосом, что и Бакстер.

### Мультсериал 2003 года
В мультсериале 2003 года доктора Бакстер Стокмана озвучил Скотт Уильямс. Бакстер родился в неполной семье, отчего его матери приходилось работать в двойную смену, чтобы обеспечивать сына. По всей видимости она умерла, когда тот был ещё совсем ребёнком. Своё одиночество Бакстер заполнял интересом к науке и по мере взросления достиг выдающихся успехов, основав собственную компанию под названием Stocktronics. В какой-то момент он встал на преступный путь начал сотрудничать с кланом Фут во главе с Ороку Саки. Он создал маузеров, нацеленных на уничтожение грызунов, однако их истинное предназначение заключалось в ограблении банков. Его ассистентка Эйприл О’Нил разгадала замысел учёного, из-за чего Стокман был вынужден послать за ней маузеров. От смерти девушку спасли четверо гуманоидных черепах-мутантов, ранее потерявших из-за изобретений Стокмана свой дом. После того, как Черепашки-ниндзя ворвались в Stocktronics и уничтожили маузеров, правая рука Ороку Саки по имени Хан доставил Стокмана к своему хозяину, который лишил учёного левого глаза. Затем Стокман потерял нижнюю часть туловища и левую руку, после неудачи с демонстрацией созданных им супер технических ниндзя, способных становиться невидимыми. Затаив злобу на Саки, Стокман предоставил ему поддельные доказательства смерти черепах и получил доступ к экзоскелету Утромов, на основе которого разработал собственную высокотехнологичную броню. Во время сюжетной арки «Возвращение в Нью-Йорк», превративший себя в ультра-киборга Бакстер Стокман попытался уничтожить Шреддера и проникнувших в его особняк черепах, однако был остановлен их совместными усилиями и казалось бы взорвался.
Во 2 сезоне выяснилось, что Бакстер пережил взрыв, однако уцелела лишь его голова, которая была присоединена к паукообразному роботу. Шреддер вновь сделал его своим слугой и контролировал с помощью голосовых команд. Во время нападения на штаб-квартиру Утромов, он освободился из-под контроля Саки и скрылся, после чего обнаружил Кожеголового, который помог ему переместить в голову в экзоскелет Утромов. Затем, когда Нью-Йорк погрузился в войну банд за территорию погибшего Шреддера, Стокман объединился с мафией, переместив свою голову из брюшной полости доспеха на роботизированную шею. После возвращения Шреддера, Хан предоставил своему хозяину Бакстера Стокмана в качестве подарка. На этот раз от учёного остался лишь помещённый в колбу мозг.
В 3 сезоне Бакстер продолжил работать на Шреддера, однако тот разочаровался в своём старом приспешнике и поручал важные миссии ученику Стокмана, доктору Чаплину. Последний создал для Бакстера новое роботизированное тело и даже модернизировал его маузеров. Вместе с Ханом, который также перестал представлять ценность для Шреддера и тот назначил своей правой рукой Караи, Стокман попытался избавиться от молодых приспешников Ороку Саки, однако потерпел поражение, за что был подвергнут вместе с Ханом новому наказанию. В финальной дилогии под названием «Исход», Стокман объединил усилия с агентом Бишопом и саботировал вылет космического корабля Шреддера. Посчитав, что его прежний хозяин мёртв, Стокман принял предложение Бишопа о дальнейшем сотрудничестве.
В 4 сезоне эксперименты Стокмана привели к заражению обитающих в Нью-Йорке животных мутагеном и последовавшей за этим мутации. Кроме того, после создания нового тела для агента Бишопа, он получил согласие на создание собственного тела. Тем не менее, из-за спешки и ошибки в расчётах новое тело Стокмана начало быстро разлагаться, а сам он подвергся безумию. Решив, что во всех преследующих его несчастьях виновата Эйприл, учёный похитил девушку, однако она была спасена черепашками и Кейси Джонсом. Во время битвы над Ист-Ривер, Стокман принял Эйприл за свою умершую мать, после чего спас девушку, а сам упал в реку. Его остатки были выловлены людьми Бишопа, который переместил его мозг в скелетоподобного робота. Вместе с Кожеголовым Стокману удалось синтезировать противоядие от мутагена и остановить эпидемию в Нью-Йорке, а также вылечить Донателло, ставшего жертвой вторичной мутации.
В 5 сезоне Стокман участвовал в совместной битве Черепашек-ниндзя, из врагов и союзников против Тэнгу-Шреддера. В 6 сезоне выяснилось, что Стокман дожил до 2105 года, где попытался убить ставшего президентом Межгалактического альянса Бишопа за то, что тот бросил его во время разрушения их лаборатории. Он был остановлен оказавшимися в будущем черепахами и, после примирения с Бишопом, получил предложение о работе и создании нового тела. В 7 сезоне, когда черепашки вернулись в настоящее время, кибернетическое тело Стокмана было захвачено Кибер-Шреддером, однако тот был остановлен черепашками.

### Мультсериал 2012 года
В мультсериале 2012 года персонажа озвучил Фил Ламарр. Бакстер Стокман мутирует в муху в эпизоде «Одинокая мутация Бакстера Стокмана». Comic Book Resources поместил Стокмана на 5-е место среди «10 самых умных злодеев Nickelodeon».

### Мультсериал 2018 года
Дэймон Гамильтон озвучил переосмысленную версию Бакстер Стокмана по имени Бакстер Стокбой в мультсериале «Эволюция Черепашек-ниндзя» 2018 года.

## Кино

### Классическая квадрология
В фильме «Черепашки-ниндзя II: Тайна изумрудного зелья» 1991 года появляется персонаж по имени профессор Перри, который по первоначальной задумке был аналогом Бакстер Стокмана и должен был мутировать в муху по мере развития сюжета.

### Дилогия-перезапуск
Бакстер Стокман эпизодически появляется в фильме «Черепашки-ниндзя» 2014 года в исполнении К. Тодда Фримана в качестве одного из учёных Эрика Сакса в здании TCRI.
Тайлер Перри исполнил роль доктора Бакстер Стокмана в фильме «Черепашки-ниндзя 2» 2016 года. Он окончил Массачусетский технологический институт в возрасте 15 лет, после чего стал известным учёным и промышленником. В какой-то момент он начал работать с кланом Фут и использовал инопланетные технологии, чтобы освободить Шреддера из заключения, телепортируя Ороку Саки во время тюремной перевозки. В дальнейшем он подверг Бибопа и Рокстеди воздействию мутагена, который пробудил гены их предков-животных и превратил в человекообразных кабана и носорога. Также Шреддер поручил Стокману установить местоположение частей устройства, которое обеспечит перемещению Крэнга и Технодрома на Землю. Тем не менее, когда учёный наконец собирает устройство, Ороку Саки предаёт его и поручает своим людям доставить Стокмана на объект клана Фут в Токио. Перри собирался повторить роль Стокмана в отменённом 3 фильме, где Бакстер должен был мутировать в муху.

### Другие фильмы
Кит Фергюсон озвучил Бакстера Стокмана / Муху в полнометражном мультфильме «Бэтмен против Черепашек-ниндзя» 2019 года Здесь Стокман, находясь в обличии Мухи, работает на клан Фут, однако время от времени задаётся вопросом, делает ли он свою работу добровольно или же является пленником, поскольку не получает оплаты за свой труд. Во время столкновения с Робином, Стокман быстро сдаётся, что приводит к разочарованию его оппонента.
Джанкарло Эспозито озвучил Стокмана в мультфильме «Черепашки-ниндзя: Погром мутантов» (2023).

## Видеоигры
- Первое появление Бакстер Стокмана в видеоиграх состоялось в игре Teenage Mutant Ninja Turtles 1989 года. Игрок сталкивается с ним на 3 уровне. Находясь в своей человеческой форме, Стокман, передвигаясь на летательном аппарате, сбрасывает на протагониста маузеров. Когда игра была выпущена на NES, матч-реванш с Рокстеди и Бибопом был заменён второй битвой с Бакстером Стокманом в форме мухи.
- Стокман предстаёт одним из боссов Teenage Mutant Ninja Turtles: Fall of the Foot Clan 1990 года. В форме мухи он атакует игрока огненным шарами.
- В игре Teenage Mutant Ninja Turtles II: Back from the Sewers 1991 года Стокман является боссом 5 этапа.
- В Teenage Mutant Ninja Turtles: The Manhattan Missions 1991 года Бакстера Стокмана в человеческой форме можно увидеть в его лаборатории.
- Стокман является первым боссом в игре Teenage Mutant Ninja Turtles: Turtles in Time 1991 года, где нападает на игрока в форме мухи.
- На четвёртом этапе Teenage Mutant Ninja Turtles: The Hyperstone Heist 1992 года Стокман сбрасывает на протагониста маузеров, как и в первой игре с его участием.
- Бакстер Стокман эпизодически фигурирует в Teenage Mutant Ninja Turtles: Tournament Fighters 1993 года.
- В Teenage Mutant Ninja Turtles, являющейся адаптацией 1 сезона мультсериала 2003 года, Бакстер Стокман выступает одним из боссов игры, атакуя игрока на арене «Разрушенный арсенал» в экзокостюме из трилогии «Возвращение в Нью-Йорк». Здесь его вновь озвучил Скотт Уильямс[5].
- В версии для GBA игры Teenage Mutant Ninja Turtles 2: Battle Nexus 2004 года Стокман является предпоследним боссом.
- Стокман является одним из боссов игры Teenage Mutant Ninja Turtles: Arcade Attack 2009 года.
- Сэм Ригел озвучил Бакстер Стокмана / Муху в игре Teenage Mutant Ninja Turtles: Turtles in Time Re-Shelled 2009 года[5].
- В игре Teenage Mutant Ninja Turtles: Out of the Shadows 2013 года Стокмана озвучил Дэйв Картер[5].
- Фил Ламарр вновь озвучил Бакстер Стокмана в игре Teenage Mutant Ninja Turtles 2013 года[5].
- Бакстер Стокман является главным антагонистом игры Teenage Mutant Ninja Turtles по мотивам фильма 2014 года, где его озвучил К. Тодд Фирман[5].
- Ламарр вернулся к озвучиванию Стокмана в играх Teenage Mutant Ninja Turtles: Danger of the Ooze 2014 года и Teenage Mutant Ninja Turtles: Portal Power 2016 года[5].
- Бакстер Стокман / Муха является одним из боссов игры Teenage Mutant Ninja Turtles: Shredder’s Revenge 2022 года[15].

## Товары
- В 1980-х годах Playmates Toys выпустила фигурку Бакстер Стокмана в форме мухи по мотивам мультсериала 1987 года[16].
- В февраля 2020 года Super7 анонсировала серию фигурок персонажей франшизы «Черепашки-ниндзя», среди которых был Бакстер Стокман в форме Мухи[17]. В том же году NECA выпустила свою линейку персонажей из мультсериала 1987 года, включая Стокмана в форме мухи[18].
- В 2021 году Playmates Toys выпустила набор под названием Villains and Sewer Lair, куда вошли Бакстер Стокман, Крэнг, Слэш, ниндзя клана Фут, Рокстеди и Бибоп[19].
- В мае 2022 года NECA анонсировала выпуск набора из 4 фигурок из мультсериала 1987 года — Бакстера Стокмана, Сплинтера и Бибопа и Рокстеди[20].